# Sentral Senayan 2
Le Sentral Senayan 2 est un gratte-ciel de 114 mètres de hauteur construit de 2006 à 2008 à Jakarta en Indonésie. Il abrite des bureaux sur 28 étages pour une surface de plancher de 51 162 m².
Il fait partie d'un complexe qui abrite également une tour de 29 étages construite en 2012, le Sentral Senayan 3 et un immeuble de 19 étages construit en 1997, le Sentral Senayan 1. 	 	
Les architectes sont la société japonaise Kajima Design et l'agence indonésienne PT. Airmas Asri.
Le promoteur ('developer') est la société PT. Senayan Trikarya Sempana.